# Cachen
Cachen település Franciaországban, Landes megyében. Lakosainak száma 230 fő (2022. január 1.). Cachen Arue, Bélis, Labrit, Lencouacq és Le Sen községekkel határos.

## Népesség
A település népességének változása:
| Lakosok száma | 312  | 242  | 211  | 214  | 228  | 226  | 226  | 227  | 227  | 230  |
|               | 1968 | 1982 | 1990 | 2006 | 2013 | 2015 | 2017 | 2019 | 2020 | 2022 |